# تونی مووبرای
تونی مووبرای (انگلیسی: Tony Mowbray؛ زادهٔ ۲۲ نوامبر ۱۹۶۳) یک بازیکن فوتبال اهل بریتانیا است.